# Ana Mena

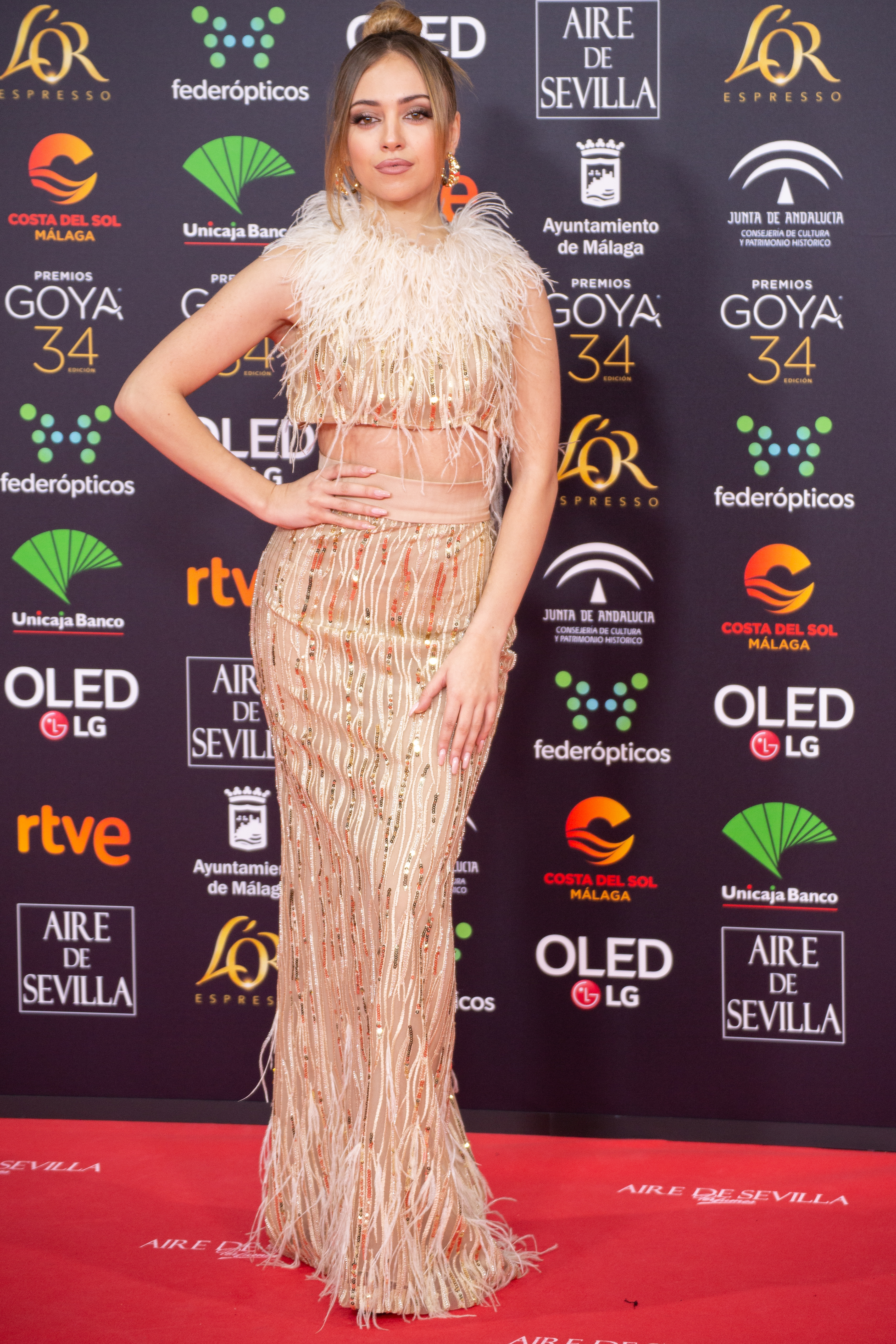
Ana Mena (2020)

Ana Mena Rojas (* 25. Februar 1997 in Estepona, Provinz Málaga) ist eine spanische Popsängerin und Schauspielerin.

## Karriere
Ana Mena interessierte sich schon früh für Musik. 2006 ging sie bei der zwölften Ausgabe des Wettbewerbs Veo Veo ins Rennen und gewann, wodurch sie erstmals öffentliche Aufmerksamkeit erhielt. Anschließend trat sie in verschiedenen Fernsehsendungen auf und 2009 spielte sie in der Miniserie Marisol, la película auf Antena 3 die junge Marisol. Der Durchbruch als Sängerin gelang ihr schließlich 2010 durch den Wettbewerb My Camp Rock 2 auf Disney Channel, den sie für sich entscheiden konnte. Weitere Schauspielrollen übernahm Ana Mena in der Telecinco-Serie Supercharly und dem Film Die Haut, in der ich wohne von Pedro Almodóvar. Daneben war sie auch auf Filmsoundtracks zu hören, darunter Sharpay’s fabelhafte Welt. 2012 trat sie als Moderatorin beim Filmfestival Málaga in Erscheinung und machte erste Schritte im Modegeschäft. 2013 erhielt sie die Hauptrolle in der Musikserie Vive cantando auf Antena 3.
Ende 2015 veröffentlichte Ana Mena die Single No soy como tú crees, die ihr Vergleiche mit Meghan Trainor einbrachte. Durch den Streamingerfolg des Liedes wurde ihr der Titel Artista Spotlight Spotify 2016 verliehen. Es folgten die Singles Loco como yo und Se fue, sowie Ahora lloras tú in Zusammenarbeit mit CNCO, die ihr auch internationale Aufmerksamkeit verschaffte. Weitere Singles waren Mentira (2017, mit RK) und Ya es hora (2018, mit Becky G und De La Ghetto). 2018 veröffentlichte Ana Mena ihr Debütalbum Index. Im selben Jahr war die Sängerin auch im italienischen Sommerhit D’estate non vale von Fred De Palma zu hören. Diese Zusammenarbeit setzte sie 2019 mit der Single Una volta ancora fort, die die Spitze der italienischen Singlecharts erreichte. Das Lied war auch in Spanien ein großer Erfolg, dort unter dem Titel Se iluminaba mit vollständig spanischem Text veröffentlicht. Im Sommer 2020 kehrte Ana Mena mit dem Lied A un passo dalla luna, diesmal in Zusammenarbeit mit dem Rapper Rocco Hunt, an die Spitze der italienischen Charts zurück.

## Diskografie
Studioalben

| Jahr | Titel Musiklabel      | Höchstplatzierung, Gesamtwochen, AuszeichnungChartsChartplatzierungen (Jahr, Titel, Musiklabel, Platzierungen, Wochen, Auszeichnungen, Anmerkungen) | Anmerkungen                                            |
| Jahr | Titel Musiklabel      | ES | Anmerkungen                                            |
| ---- | --------------------- | --- | ------------------------------------------------------ |
| 2018 | Index Sony Music      | ES9 (2 Wo.)ES | Erstveröffentlichung: 11. Mai 2018                     |
| 2023 | Bellodrama Sony Music | ES1 Platin · (97 Wo.)ES | Erstveröffentlichung: 24. März 2023 Verkäufe: + 40.000 |

## Filmografie
- 2008–2010: Qué vida más triste (Fernsehserie, 2 Episoden)
- 2009: Marisol, la película (Miniserie, 1 Episode)
- 2010: Supercharly (Fernsehserie, 5 Episoden)
- 2011: Die Haut, in der ich wohne (La piel que habito)
- 2013: Como alas al viento (Fernsehserie, 1 Episode)
- 2013–2014: Vive cantando (Fernsehserie, 25 Episoden)
- 2018: Viaje al cuarto de una madre
- 2022: Willkommen auf Eden (Bienvenidos a Edén, Fernsehserie, 3 Episoden)

## Auszeichnungen
- 2016: 40 Principales – Artista revelación (Nominierung)[10]
- 2018: Kids’ Choice Awards – Beste spanische Künstlerin[12]

## Belege
1. ↑  La historia detrás de Ana Mena. In: Musicándote. Abgerufen am 30. August 2019.
2. ↑  Ana Mena, la nueva promesa pop con influencias de los 60. In: Pop100. 16. März 2016, abgerufen am 30. August 2019.
3. ↑  Los finalistas del concurso “Camp Rock 2” de Disney Channel cantaron en La Nucía a beneficio de Emaus. In: El Periodic. 22. Oktober 2012, abgerufen am 30. August 2019.
4. 1 2  Biografía de Ana Mena. In: CMTV.com.ar. Abgerufen am 30. August 2019.
5. ↑  Ana Mena publica hoy su primer single “No Soy Como Tú Crees”! In: Sony Music. 4. Dezember 2015, abgerufen am 30. August 2019.
6. ↑  Ana Mena, ¿la nueva Meghan Trainor española? In: ¡Hola! 25. Januar 2016, abgerufen am 30. August 2019.
7. ↑  Ana Mena, la Meghan Trainor española. In: Los 40. 4. Dezember 2015, abgerufen am 30. August 2019.
8. ↑  Ana Mena estrena por sorpresa un ‘dance video’ de No soy como tú crees. In: Cultura Ocio. 6. April 2016, abgerufen am 30. August 2019.
9. ↑  Ana Mena seleccionada “Artista Spotlight Spotify 2016”. In: Sony Music España. 9. Juni 2016, abgerufen am 30. August 2019.
10. 1 2  Ana Mena, CNCO y la canción que está dando tanto de que hablar. In: hola.com. 22. Februar 2017, abgerufen am 20. Mai 2017.
11. ↑  Ángela Clemente López: Ana Mena publica su primer disco “Index” el 11 de mayo. In: El Rescate Musical. 26. April 2018, abgerufen am 30. August 2019 (spanisch).
12. ↑  NickALive!: Nickelodeon Announces The Global Winners Of The 2018 Kids' Choice Awards. In: NickALive! 8. April 2018, abgerufen am 28. März 2019.

| Personendaten    | Personendaten                            |
| ---------------- | ---------------------------------------- |
| NAME             | Mena, Ana                                |
| ALTERNATIVNAMEN  | Mena Rojas, Ana (vollständiger Name)     |
| KURZBESCHREIBUNG | spanische Popsängerin und Schauspielerin |
| GEBURTSDATUM     | 25. Februar 1997                         |
| GEBURTSORT       | Estepona, Provinz Málaga                 |